# Natalija Pohrebniak
Natalija Pohrebniak (ukr. Наталія Олегівна Погребняк; ur. 19 lutego 1988 w Kupiańsku) – ukraińska lekkoatletka specjalizująca się w biegach sprinterskich, mistrzyni Europy z Barcelony (2010) w sztafecie 4 × 100 m.
Uczestniczka zwycięskiej sztafety 4 × 100 m podczas mistrzostw Europy w Barcelonie, która występując w składzie Ołesia Powch, Pohrebniak, Marija Riemień i Jelizaweta Bryzhina ustanowiła w finałowym biegu rekord Ukrainy wynikiem 42,29 s.
Startowała w igrzyskach olimpijskich w Pekinie (2008) w biegu na 100 m i w sztafecie 4 × 100 m. W obu konkurencjach nie awansowała do finału, podobnie jak uczestnicząc w mistrzostwach świata w 2007 w Osace, w 2009 w Berlinie oraz w 2013 w Moskwie. Podczas igrzysk w Londynie (2012) odpadła w eliminacjach na 100 metrów. W 2016 biegła w finale biegu na 200 metrów podczas mistrzostw Europy rozgrywanych w Amsterdamie.
Srebrna medalistka mistrzostw Europy juniorów (2007, sztafeta 4 × 100 metrów) oraz młodzieżowych mistrzostw Europy (2009, bieg na 100 metrów),
Trzykrotna mistrzyni Ukrainy w biegu na 100 m (2006, 2008, 2009). W 2013 zdobyła złote medale halowych mistrzostw kraju na 60 i 200 metrów.

## Rekordy życiowe
- bieg na 60 metrów (hala) – 7,18 (Zaporoże, (27 stycznia 2016)
- bieg na 100 metrów – 11,09 (Kirowohrad, (30 lipca 2015)
- bieg na 200 metrów – 22,75 (Kirowohrad, 31 lipca 2015)